# 泰勒·斯威夫特作品母带争议
自2019年6月起，美国音樂经纪人斯库特·布劳恩与美国创作歌手泰勒·斯威夫特陷入作品母带争议。事情源于布劳恩以3亿美元的高价收购独立唱片公司大机器唱片，间接持有泰勒前六张录音室专辑的母带（斯威夫特于2018年与大机器解约）。斯威夫特在社群媒体表示自己多年来一直想将母带买回来，但大机器唱片提出了不利条件。她谴责布劳恩的收购行为，指责对方是“贪婪无度、控制欲强的恶霸”。大机器前总裁斯科特·波切塔则表示斯威夫特拒绝了购买母带的机会，质疑她的说辞。

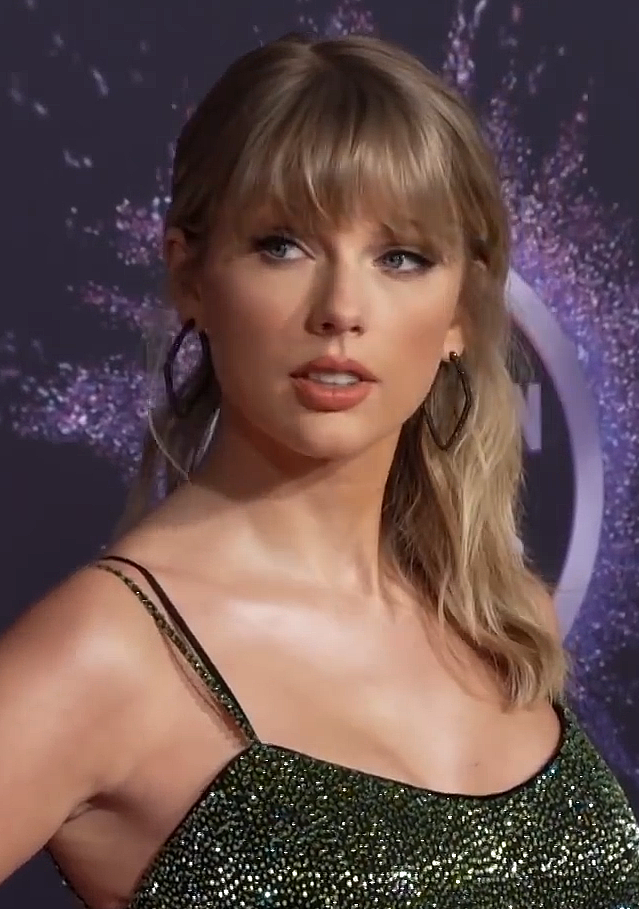
2005年，15歲的泰勒·斯威夫特與大機器唱片簽約，合約內容中大機器可擁有她前6張專輯母帶的所有權。2018年斯威夫特與聯眾唱片簽約，合約內容中她可以擁有她專輯母帶的所有權。

斯威夫特与大机器唱片一直陷入连串争议，其中斯威夫特指控大机器唱片不让她在2019年全美音乐奖及纪录片《美国小姐》上使用旧素材，以及擅自发行《2008年清晰频道不插电现场》。斯威夫特宣布重新录制前六张录音室专辑，以打造全新母带，从而全面掌控旧作品的所有权。2021年4月9日，斯威夫特发行《放手去爱 (重制版)》，为2008年专辑《放手去爱》的重录版。后续专辑《红 (重制版)》于2021年11月12日发行，重录了2012年专辑。双方的争议及随后的风波受到外界高度关注，吸引媒体大量报道，引发关于歌手权益、知识产权及音乐产业道德规范的讨论，鼓励新人在与唱片公司谈判合约时争取更大的版权及收益。

## 背景
根据《美国版权法》，與音乐录音有关的有两种版权，一种为录音版权，一种为音乐作品本身的版权。其中录音版权指母带所有权，当中的母带指的是音乐的第一版录音，用来制作供销售与发行的副本。因此，母带持有者拥有唱片各种规格的版权，包括供下载或流媒体平台的数字版，以及以CD和黑胶唱片为载体的实体版。任何人需要获得母带所有者同意，才能重新制作唱片。数字音乐平台诞生前，音乐人依靠唱片公司的手段推广作品，包括电台播放及向零售商发行实体版。唱片公司一般要求歌手签署唱片合约，将母带的所有权“永久”转交给唱片公司。与之相对，音乐作品版权指的则是音乐作品的出版权，涵盖音乐本身成为录音作品前的歌词、旋律、乐谱、曲调及乐器编排等原创内容。创作歌手一般拥有音乐作品版权，被称为音乐的“出版者”。
2005年，美国创作歌手泰勒·斯威夫特与大机器唱片签订长达13年的唱片合约。对于刚由斯科特·波切塔在纳什维尔创立的大机器唱片来说，斯威夫特是他们的第一位发片歌手。合約规定大机器唱片拥有斯威夫特前六张专辑所有权，斯威夫特能藉此获得预借现金。2006年至2017年，斯威夫特在大机器旗下发行六张专辑，包括2006年《泰勒·斯威夫特》、2008年《放手去爱》、2010年《爱的告白》、2012年《红》，2014年《1989》和2017年《舉世盛名》。大机器唱片持有母带的同时，斯威夫特以歌曲主要创作者身份持有六张专辑的发行权，日后可以自行重新录制歌曲，但根据歌手与唱片公司签订的合约，歌手不能在固定时间内重新录制歌曲，同时斯威夫特也无法重新录制不是由她本人创作的音乐作品。
2018年11月，双方合约到期，斯威夫特与环球音乐集团旗下的聯眾唱片签约。《综艺》指斯威夫特当时的作品给大机器唱片带来约80%的收益。斯威夫特透露她与联众唱片签订的合约中，有一点会受益於环球音樂旗下的所有歌手，那就是公司在Spotify（全球最大音乐流媒体点播平台）的销售份额归为全体环球音樂歌手的股权。合约也允许斯威夫特完全持有日后唱片的版权，包括母带所有权及作品发行权，从她第七张录音室专辑《情人》开始实行。

## 风波

### 收购
2019年，负责发行斯威夫特前六张录音室专辑的大机器唱片被艺人经纪斯库特·布劳恩及名下公司伊萨卡控股（Ithaca Holdings）收购，金额据报达3亿美元，凯雷集团与其他几家私人股权投资公司共同融资。收购完成后，前六张录音室专辑的母带归于布劳恩名下。
6月30日，大机器唱片宣布收购当天，斯威夫特通过Tumblr谴责此项收购。她表示自己多年来一直想把母带买回来，对方不答应，除非重新签约，但她不愿意。大机器唱片公开出售的消息传出后，泰勒说自己根本没想到布劳恩这个她眼中“贪婪无度、控制欲强的恶霸”会是买家：“从本质上讲，我的音乐遗产将要落在想要毁掉它的人的手上。”她指责波切塔背叛了她，明知布劳恩一直“欺负”她，却偏要把母带卖给对方。对此，波切塔在大机器唱片网站发表博文《是时候说出真相了》（It's Time For Some Truth）。2019年6月25日，大机器唱片的股东与布劳恩名下的伊萨卡控股公司举行电话会议，商讨此次交易。持有大机器唱片4%股份的小股东、斯威夫特的父亲斯科特·斯威夫特因“非常严苛”的保密协议，无法参与电话会议。最终的电话会议于6月28日举行，斯威夫特经纪公司13 Management派律师代表斯科特·斯威夫特出席。
波切塔自称于6月29日向斯威夫特发消息，质疑她自称未提前获悉布劳恩此次交易的说辞。波切塔否认斯威夫特对布劳恩怀有敌意，认为布劳恩是“很好的訊息来源”。他还贴出一段文字消息，说这是斯威夫特签约联众唱片前发来的。斯威夫特表示会再跟大机器唱片签七年约，条件是自己必须持有所有视听作品版权。波切塔同意她的条件，但要将合约期限延长至10年。不过，短信的真实性尚未得到验证。

### 后续发展
2019年11月，斯威夫特指责布劳恩和波切塔禁止她在2019年全美音乐奖表演旧歌、在2020年纪录片《美国小姐》使用旧歌的素材。大机器唱片先是否认斯威夫特的说辞，之后发表声明称“同意为他们的歌手批出全部许可，方便他们为全美音乐奖在双方认可的平台上进行流媒体节目及转播节目的表演”。声明未提到斯威夫特的名字。声明又指他们与颁奖典礼制作方迪克·克拉克制片进行协调，但迪克·克拉克制片辩称他们从未同意大机器唱片发任何声明。
布劳恩自称受到斯威夫特歌迷的死亡威胁，希望与斯威夫特出面商讨此事。2020年4月，大机器唱片发布现场专辑《2008年清晰频道不插电现场》，收录斯威夫特2008年在清晰频道电台节目中的表演。斯威夫特称对方擅自发行专辑，说这是“新冠病毒时期的又一无耻贪婪案例”。

## 后续
为解决母带困境，斯威夫特决定重新录制自己拥有版权的六张专辑，重新錄製的版本会尽可能还原原版。因此，斯威夫特于2019年8月宣布重制六张专辑，之后将它们发行出去，确保自己握有自己作品的完整版权。从技术层面上看，重录能确保斯威夫特完全掌握新母带的版权及作品用于商业用途的许可，从而绕过旧母带的所有者，降低旧母带的价值。
2020年10月，布劳恩将斯威夫特作品的母带、影片畫面与艺术品卖给迪士尼旗下的私人股权投资公司三叶草控股，总价值3亿美元。斯威夫特声称布劳恩让她竞标夺回母带，条件是她就对布劳恩的公开声明签署保密协议。她又指布劳恩要求三叶草控股在交易完成前不要通知斯威夫特，三叶草控股则提出让她担任企业合伙人，理由是布劳恩和伊萨卡控股公司会继续利用她的作品牟利，但被她拒绝。斯威夫特维持最初决定，于2020年11月开始重录程序。
重录专辑及歌曲附带“重制版”（Taylor's Version）标识，表明作品与旧版有别。2021年2月，斯威夫特宣布完成2008年专辑《放手去爱》的重制，主打曲爱的故事于2月12日发布，其他首歌曲于4月9日发布。评论人对《放手去爱（重制版）》的反响正面，赞扬斯威夫特重录自己作品的做法，认为这是歌手维护自身权利的行为。重制版發行前，《放手去爱》原版在美国公告牌二百强专辑榜位列第157位，但新版本發行后，原版本销量下跌19%，最终掉出排行榜，新版本空降榜首。《纽约时报》的本·西萨里奥（Ben Sisario）认为再版完成了斯威夫特的其中一个目标：将原版埋藏起來。
2021年6月，斯威夫特宣布2012年专辑《红》的重制版于2021年11月19日发行，涵盖原版全部21首歌，并增加9首未曾发布的歌曲。2021年9月30日，斯威夫特宣布再版提前一周于11月12日发行。
2021年9月15日，2015年歌曲狂野的梦在TikTok走红后，旧版在Spotify的播放量累计达73.5万，创下歌曲在该平台的单日播放量纪录。翌日，播放量突破75万。9月17日，斯威夫特在个人TikTok账号发表短影音，透露歌曲重新錄製版的桥段（bridge），附文“既然你们想听我用Slow Zoom特效演绎狂野的梦，那就来吧”，又指如果大家觉得还行，之后就会把整首歌放出，暗示歌曲的重制版将会发行。最终重制版于1个小时后在各大流媒体平台公开。斯威夫特在社交媒体平台表示自己看到狂野的梦在TikTok走红，觉得歌迷应该想要“她的版本”。歌曲上线仅4个小时，便在Spotify录得2,003,391次播放，轻松打破旧版于一天前打破的纪录。
2025年5月30日，斯威夫特在自己的网站上宣布，在三叶草控股提供更公平条款后，她已经购买了自己前六张专辑的母带，以及相关的视频、演唱会影片、艺术作品、摄影作品、未发行内容和其他相关资料。她将此次交易的成功归功于她的重录专辑所获得的积极反响以及时代巡演。 斯威夫特感谢三叶草控股给予她机会去购买自己职业生涯作品的全部内容，表示这次收购是“没有附加条件、没有合作伙伴、完全自主”。 交易金额尚未披露。

## 影响
媒体强调斯威夫特公开反对收购自己作品母带是开天辟地之举。就在王子、披頭四樂隊、珍妮·杰克逊和威豹乐队等歌手与唱片公司就母带所有权问题陷入长期冲突之时，斯威夫特成为少数将问题捅破的人。斯威夫特就冲突发表的社交媒体贴文得到同行支持和反对，支持者包括赛琳娜·戈麦斯、海希尔、斯凯·弗雷拉和伊基·阿塞莉娅等人，其中阿塞莉娅引用斯威夫特的理据，认为歌手应合理持有自身作品的版权。反对者多為布劳恩的客户，包括贾斯汀·比伯和黛咪·洛瓦托，其中黛咪相信布劳恩的为人，认为他的决定不是自己一个人做出的。2021年5月，奧莉維亞·羅德里戈受斯威夫特启发，决定与唱片公司进行版权谈判。喬·強納斯表示愿意像斯威夫特那样，重录強納斯兄弟的旧歌。
伯克利音樂學院音乐商业与管理系主任、前娱乐行业律师及唱片公司高管托尼亚·巴特勒（Tonya Butler）认为，不论（斯威夫特）重录的原因是什么，不论这是出于恶意或是好意，单单是一份重录限制协议实际上就让整个争议变得有价值。《滚石》认为此次风波是2010年代音乐产业“50个最重要时刻”之一：“尽管布劳恩和波切塔严词辩驳（斯威夫特的说辞），实际情况可能已经无关紧要，因为斯威夫特正在用一切方法，将自己塑造成不受制于人、白手起家的艺人，包括直接向热心的粉丝群体求助。”《衛報》认为，斯威夫特作品母带风波暗示数字音乐时代的一场变革，歌手将更加了解自己作品的版权，而不是像过去那样严重依赖唱片公司进行营销。《综艺》认为斯威夫特高调重制旧歌的举动会激励其他艺人“用粉丝群体为他们的商业争端发声、斗争”，改变以往歌手捍卫音乐版权而做的一些相比不太成功的做法。
《Elle》和《纽约客》认为给重新錄製的歌曲附上“泰勒絲全新版”（Taylor's Version）标签是明智之举。Money Marketing认为这举能帮助外界理解布劳恩之流的“危险投资”。《新西兰先驱报》认为斯威夫特重制歌曲是向“音乐产业的官僚体系竖最终的中指”，显示“像斯威夫特那样有名气的人也无法保留自己录音作品的版权”。Pitchfork认为斯威夫特让大家了解到“音乐产业的一个老问题”，强大到利用自身成功的信度做出改变，业界倾听她发的声明能找到赚钱良方。《华尔街日报》认为日后广告、电影等大众媒体要使用她的老歌时，她可以自己授权版权许可，直接交由第三方将他们要使用的歌曲租出，无需经过三叶草和布劳恩。《美麗佳人》认为重制专辑让斯威夫特在“性别偏见”没有那么多的情况下，重新向歌迷及评论人介绍相同的歌曲，从而使自己不再受有性别歧视的小报新闻审查私生活，让自己过往的作品黯然失色，而那些觉得之前她不是女性主义者的歌迷将不再否认她有女权主义色彩，因为她已经成为歌手权益的行业发言人。评论人在评价斯威夫特2020年专辑的所有歌曲、《民间故事》中的泪水飞弹和疯女人及《恆久傳說》的是时候离开时都强调了此次争端、波切塔和布劳恩。《放手去爱 (重制版)》发行后，斯威夫特的歌迷自发在Spotify等数字下载平台及流媒体平台屏蔽旧版的歌曲，以免无意中播放旧版歌曲，从而让旧版“消失”。2021年10月4日，拉斐尔兰迪瓦尔大学举行“国际版权保护：分析泰勒·斯威夫特案”（International Copyright Protection: Analyzing Taylor Swift's Case）专题研讨会。2021年10月6日，2021年弗吉尼亚州州长选举前夕，民主党候选人泰瑞·麥考夫在Facebook、Instagram和Google搜索刊登广告，指责共和党候选人格伦·杨金帮助布劳恩买下斯威夫特的母带。广告引用了斯威夫特歌迷在风波期间使用的话题便签“#WeStandWithTaylor”（我们挺泰勒），呼吁她的歌迷给自己投票。杨金是参与大机器唱片收购案的凯雷集团的联合首席执行官。
2021年11月，《华尔街日报》透露斯威夫特目前的唱片公司环球音乐集团将限制歌手重录作品的时限延长了两倍，而在同日，《红 (重制版)》打破一连串流媒体纪录。该报认为这代表“音乐行业的权力正在发生动态转变”，歌手在斯威夫特的激励下，纷纷开始要求更高的收益份额及自身作品的母带所有权。